# Kråsmonark
Kråsmonark (Arses telescopthalmus) är en fågel i familjen monarker inom ordningen tättingar.

## Utseende och läte
Kråsmonarken är en slank medelstor fågel med rätt lång stjärt, svart anikte, grå näbb och en blå hudflik runt ögat. Hanen är vit på buken och i en krage. På stjärt, rygg och vingar är den svart, med en vit vingfläck. Honan är istället orangefärgad på bröstet, strupen och kragen, medan den är roströd på stjärt, rygg och vingar. Bland lätena hörs en serie sträva stoner, ibland uppblandat med ljusa "whip", samt en stigande och fallande visslande sång.

## Utbredning och systematik
Kråsmonark delas in i sex underarter med följande utbredning:
- Arses telescopthalmustelescophthalmus – förekommer i nordvästra Nya Guinea och på öarna Salawati och Misool
- Arses telescopthalmus batantae – förekommer på öarna Batanta och Waigeo i Nya Guinea
- Arses telescopthalmus aruensis – förekommer på Aruöarna
- Arses telescopthalmus lauterbachi – förekommer på norra delen av Nya Guineas sydöstra kust, från Milne bay till Huonhalvön
- Arses telescopthalmus harterti – förekommer i södra Nya Guinea, från floden Mimika till floden Purari och på Boigu Island
- Arses telescopthalmus henkei – förekommer på de kustnära delarna av sydöstra Nya Guinea, från Hall Sound till Orangerie Bay

Underarten lauterbachi inkluderas ofta i henkei. Kapyorkmonark (Arses lorealis), som förekommer i Queensland i Australien, kategoriserades tidigare som underart till kråsmonarken.

## Status
Arten har ett stort utbredningsområde och beståndet anses stabilt. Internationella naturvårdsunionen IUCN listar den därför som livskraftig (LC).